# Tòa thị chính Brzeg
Tòa thị chính Brzeg là một tòa nhà thời Phục hưng được thiết kế bởi Bernard Niuron được xây dựng từ năm 1569 đến 1577. Đây được coi là một trong những di tích Phục hưng quan trọng nhất ở Ba Lan. Ngoài vai trò là trụ sở của chính quyền thành phố Brzeg, tòa nhà còn có một số tổ chức khác.

## Lịch sử
Tòa nhà đầu tiên của chính quyền thành phố ở Brzeg đã tồn tại vào thế kỷ thứ mười bốn nhưng đã bị thiêu rụi trong trận hỏa hoạn lớn của thị trấn dưới triều đại của George II của Brieg. Tòa thị chính hiện tại được xây dựng từ năm 1569 đến 1577. Nó được thiết kế bởi kiến trúc sư người Ý Bernardo Niuron, được hỗ trợ bởi nhà xây dựng người Ý Jakub Parr. Trong những năm sau đó, tòa nhà đã trải qua những thay đổi nhỏ khi một số phòng được điều chỉnh cho mục đích hành chính. Năm 1926, một cánh cổng thời Phục hưng, từ một trong những nhà phố Brzeg, đã được thêm vào mặt tiền phía nam. Các đơn bảo tồn Voivodeship ngày 25 tháng 11 năm 1949 và ngày 10 tháng 1 năm 1964 liệt kê tòa thị chính là một di tích.

## Kiến trúc
Tòa thị chính là một cấu trúc theo phong cách kiến trúc Phục hưng được xây dựng tại quảng trường thị trấn, được bao quanh bởi một sân trong của nhà phố. Nó có hai tầng và một mái nhà yên. Phần thú vị nhất của tòa nhà là phía tây của nó. Trong góc có hai tòa tháp hình tứ giác với mái lều và đèn lồng trên mái. Giữa chúng kéo dài một hành lang năm trục, với các vòm hình bán nguyệt ở tầng trệt. Trên hành lang có một tầng khác với các cửa sổ được ngăn cách bởi một gờ từ mái mansard. Những bộ phận của mặt tiền được trang trí bằng sgraffito từ thế kỷ XVII. Có một tháp trung tâm bốn mặt với một chiếc cốc hình bát giác trên đỉnh có một lan can và hai đèn lồng trên mái. Nội thất đã được bảo tồn với hội trường và hành lang của thiết kế ban đầu, đáng chú ý nhất là Hội trường Hội đồng với những bức tranh treo tường và trần nhà đẹp. Tòa thị chính Stropowa có một cây thông rụng lá từ năm 1646. Hiện tại, tòa thị chính là trụ sở của thành phố và một số tổ chức khác. 

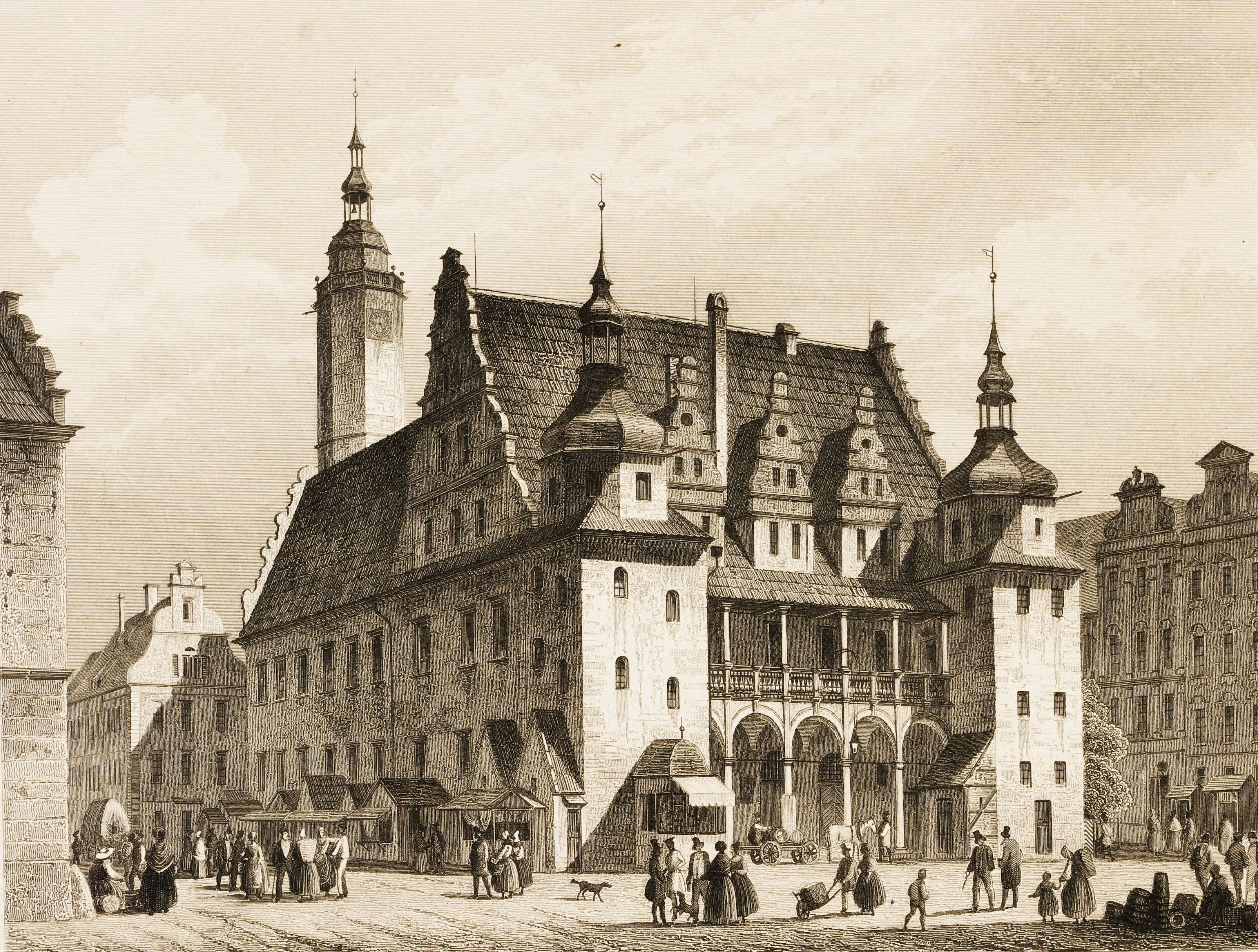
Tòa thị chính năm 1852
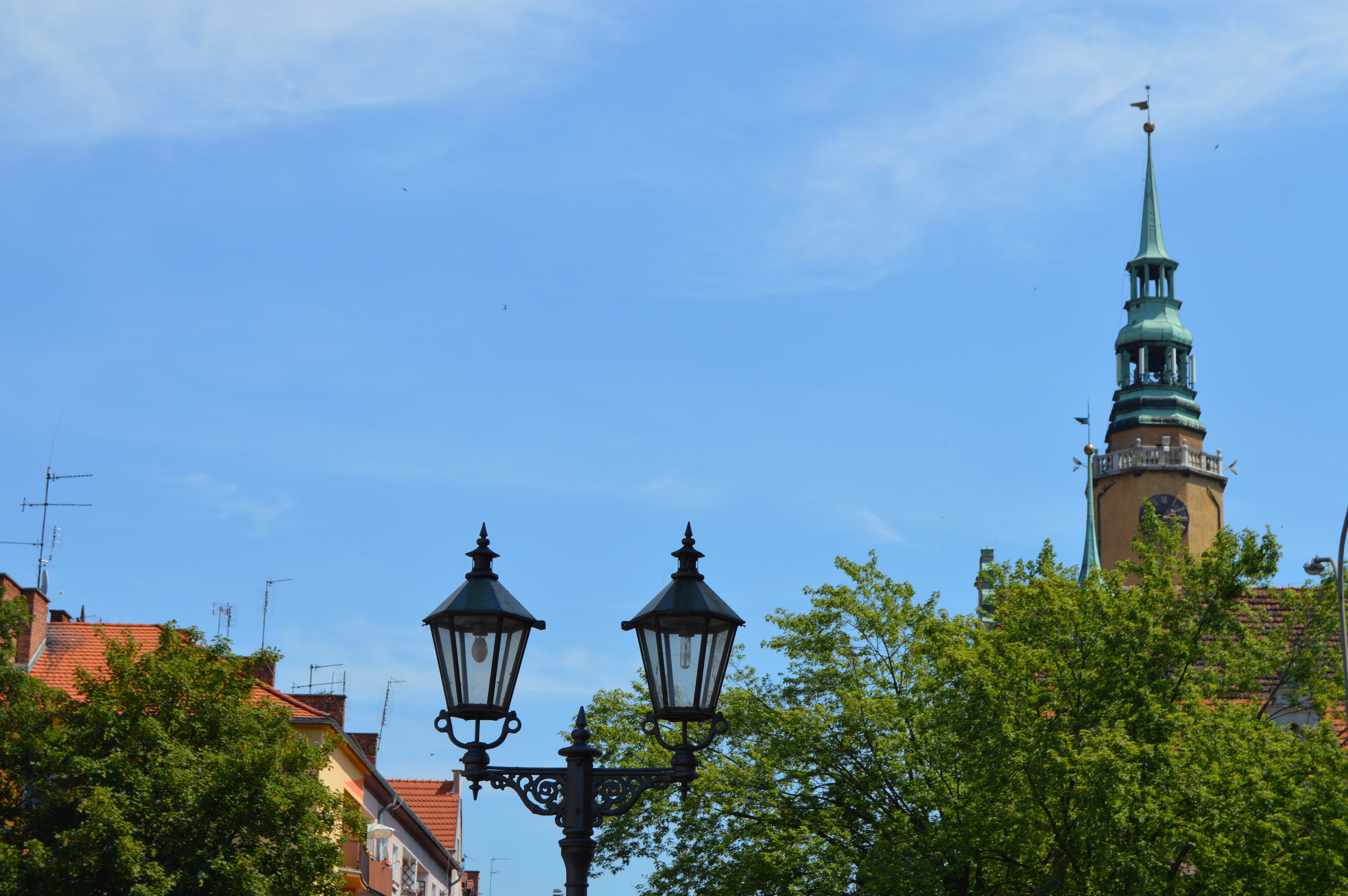
Quang cảnh tháp đồng hồ của tòa thị chính
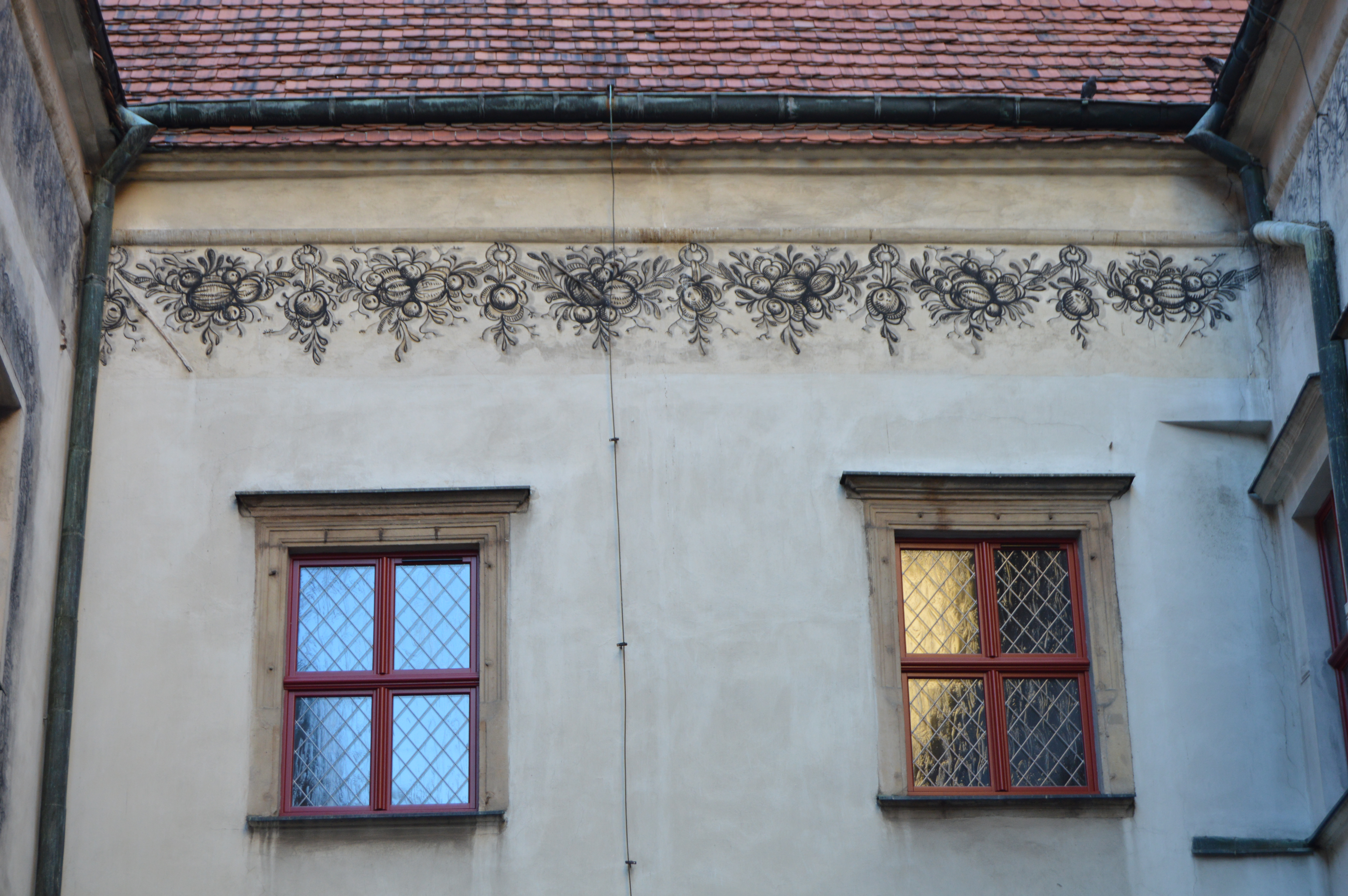
Bức tranh tường trong sân trong